# Pleasant Point (Nouvelle-Écosse)
Pour les articles homonymes, voir Pleasant Point.
Pleasant Point est une localité d’Halifax située en Nouvelle-Écosse au Canada.

## Source et ressources
- (en) Cet article est partiellement ou en totalité issu de l’article de Wikipédia en anglais intitulé « Pleasant Point, Nova Scotia » (voir la liste des auteurs).
- Ressource relative à la géographie :   - Base de données toponymiques du Canada